# 흰작은가시고둥
흰작은가시고둥(학명: Murex pecten)은 대형 포식성 복족류의 일종이다. 인도태평양에 서식하며, 패각이 길쭉하고 척추동물의 등뼈 같은 모양의 가시가 잔뜩 나 있다.